# ليمون تشانغ
ولدت تشانغ منغ في 29 ديسمبر 1988 في تشنغتشو، المعروفة أيضًا باسم ليمون تشانغ، هي ممثلة ومغنية صينية تخرجت من أكاديمية بكين للأفلام، أشتهرت تشانغ بدورها في الفيديو الموسيقي في فيلم (Jade Dynasty) في عام 2007.

## روابط خارجية
- ليمون تشانغ على موقع IMDb (الإنجليزية)
- ليمون تشانغ على موقع قاعدة بيانات الفيلم (الإنجليزية)